# Насоново
Насо́ново (рос. Насоново) — присілок у складі Дмитровського міського округу Московської області, Росія.

## Населення
Населення — 8 осіб (2010; 13 у 2002).
Національний склад (станом на 2002 рік):
- росіяни — 69 %
- узбеки — 31 %